# Gorr The God Butcher
Gorr Kẻ sát thần là một siêu phản diện xuất hiện trong Truyện tranh Mỹ xuất bản bởi Marvel Comics.
Nhân vật này sẽ xuất hiện với vai diễn live-action đầu tiên của mình trong bộ phim thuộc Vũ trụ Điện ảnh Marvel (MCU) Thor: Tình yêu và sấm sét (2022), do Christian Bale thủ vai.